# Casque (torpilleur)
Pour les articles homonymes, voir Casque (homonymie).
Le Casque est l’un des douze torpilleurs de classe Hardi construits pour la Marine nationale française à la fin des années 1930. Le navire a été achevé au milieu de l’année 1940, pendant la bataille de France, quelques jours seulement avant que les Français ne signent un armistice avec les Allemands. Lorsque les Alliés ont débarqué en Afrique du Nord française en novembre 1942, les Allemands ont occupé la France de Vichy et tenté de s’emparer de la flotte française intacte. Le Casque a été l’un des navires sabordés pour empêcher leur capture. La Regia Marina (Marine royale italienne) a tenté de le récupérer en 1943. Le navire a été renfloué en 1948 et démoli.

## Conception
La classe Hardi a été conçue pour escorter les cuirassés rapides de la classe Dunkerque et pour contrer les grands destroyers des classes Navigatori italienne et Fubuki japonaise. Les navires avaient une longueur de 117,2 mètres, une largeur de 11,1 mètres et un tirant d'eau de 3,8 mètres. Les navires avaient un déplacement de 1800 tonnes en charge standard et 2577 tonnes à pleine charge. Ils étaient propulsés par deux turbines à vapeur à engrenages, chacune entraînant un arbre d'hélice, utilisant la vapeur fournie par quatre chaudières à circulation forcée Sural-Penhoët. Les turbines ont été conçues pour produire 58000 chevaux (42659 kW), ce qui était destiné à donner aux navires une vitesse maximale de 37 nœuds (69 km/h).  Les navires transportaient 470 tonnes de mazout, ce qui leur donnait une autonomie de 3100 milles marins (5700 km) à 10 nœuds (19 km/h). L’équipage était composé de 10 officiers et de 177 hommes du rang.
L’armement principal des navires de la classe Hardi consistait en six canons de 130 mm modèle 1932 dans trois tourelles jumelées, une à l’avant et les deux autres (dont une surélevé) à l’arrière des superstructures. Leur armement antiaérien se composait d’un affût double pour les canons de 37 mm modèle 1925 sur la superstructure arrière et de deux mitrailleuses Hotchkiss de 13,2 mm modèle 1929 antiaériennes sur le toit des treuils d’obus pour la tourelle avant de 130 mm. Les navires transportaient un affût triple et deux affûts doubles de tubes lance-torpilles de 550 millimètres, tous au-dessus de la ligne de flottaison. L’affût arrière pouvait tirer des deux côtés, mais les affûts avant étaient positionnés un sur chaque bord. Une paire de rampes de lancement de grenades anti-sous-marines a été construite à l’arrière. Elle abritait une douzaine de grenades anti-sous-marines de 200 kilogrammes.

## Modifications
À la fin de 1941 ou au début de 1942, les deux mitrailleuses Hotchkiss ont été repositionnées sur le pont arrière et une paire d’affûts simples pour les canons antiaériens Hotchkiss de 25 mm a été installée à leur place devant le pont. De plus, une paire d’affûts simples pour les mitrailleuses AA Browning de 13,2 millimètres a été ajoutée sur les plates-formes sur les côtés de la tourelle surélevée à l’arrière.

## Carrière
Commandé le 4 mai 1936, le Casque a été mis en chantier le 30 novembre 1936 par les Forges et chantiers de la Méditerranée dans leur chantier naval de La Seyne-sur-Mer. Il a été lancé le 2 novembre 1938 et est entré en service le 20 juin 1940. Ce jour-là, le navire a fait route vers Oran, en Algérie française. Après que les Britanniques aient attaqué les navires de la marine française à Mers el-Kébir le 3 juillet, le Casque rejoignit les autres torpilleurs d’Oran, partant ce jour-là pour un port plus sûr, mais il dut retourner à Oran car il avait endommagé son hélice en cours de route. Après réparations, le navire rejoignit son navire jumeau le Corsaire et ils atteignirent Toulon le 7 juillet, date à laquelle le Casque fut immédiatement placé en réserve. Au milieu de fortes tensions avec le Royaume-Uni, le Casque et son navire jumeau Épée escortent le pétrolier Lot et les sous-marins L'Espoir, Monge, Pégase et Vengeur à travers le détroit de Gibraltar lors d’un voyage du Lot et des sous-marins d’Oran à Casablanca entre le 16 et le 18 octobre 1940.
Le Casque est affecté aux Forces de haute mer le 1er mai 1942, remplaçant Le Hardi dans la 10e DT (division de torpilleurs), bien qu’il ne soit prêt à servir que le 1er juillet. Lorsque les Allemands tentèrent de capturer les navires français intacts à Toulon le 27 novembre 1942, le Casque fut sabordé par son équipage. Les Italiens ont tenté de le récupérer, mais ils ont abandonné leurs efforts après que le navire ait été endommagé lors du bombardement allié du 29 avril 1944. Il a finalement été renfloué en 1948 et démoli.